# Schronisko Górne w Kozubcu
Schronisko Górne w Kozubcu – jaskinia we wsi Trzebniów, w województwie śląskim, w powiecie częstochowskim, w gminie Janów na Wyżynie Częstochowskiej. Znajduje się w Skałach na Wzgórzu wznoszących się na wzgórzu Kazubiec (Kozubiec) na północnym krańcu zabudowanego obszaru wsi, po wschodniej stronie drogi z Trzebniowa do Ludwinowa.

## Opis obiektu
Jest to schronisko o owalnym, spłaszczonym otworze znajdującym się u północnej podstawy jednej ze Skał na Wzgórzu (o wysokości 8 m). Otwór ma wysokość 0,6 m i szerokość 1,8 m. Znajduje się za nim myty i meandrujący korytarzyk o długości 6 m i wysokości 0,5–1 m. Za otworem ma on szerokość do 2 m, w części końcowej zwęża się do 0,5 m.
Schronisko powstało w późnojurajskich wapieniach skalistych. Ma próchniczno-piaszczyste namulisko zmieszane z odłamkami skał. W środkowej części są dwa kotły wirowe wysokości do 1,5 m i średnicy 0,4 m. Brak nacieków. Sciany porastają glony, ze zwierząt obserwowano tylko komary. 
Po raz pierwszy dokumentację i plan tuneliku opracował M. Czepiel w listopadzie 2000 r.
W odległości 7 m w Skałach na Wzgórzu znajduje się jeszcze Tunelik w Kozubcu.

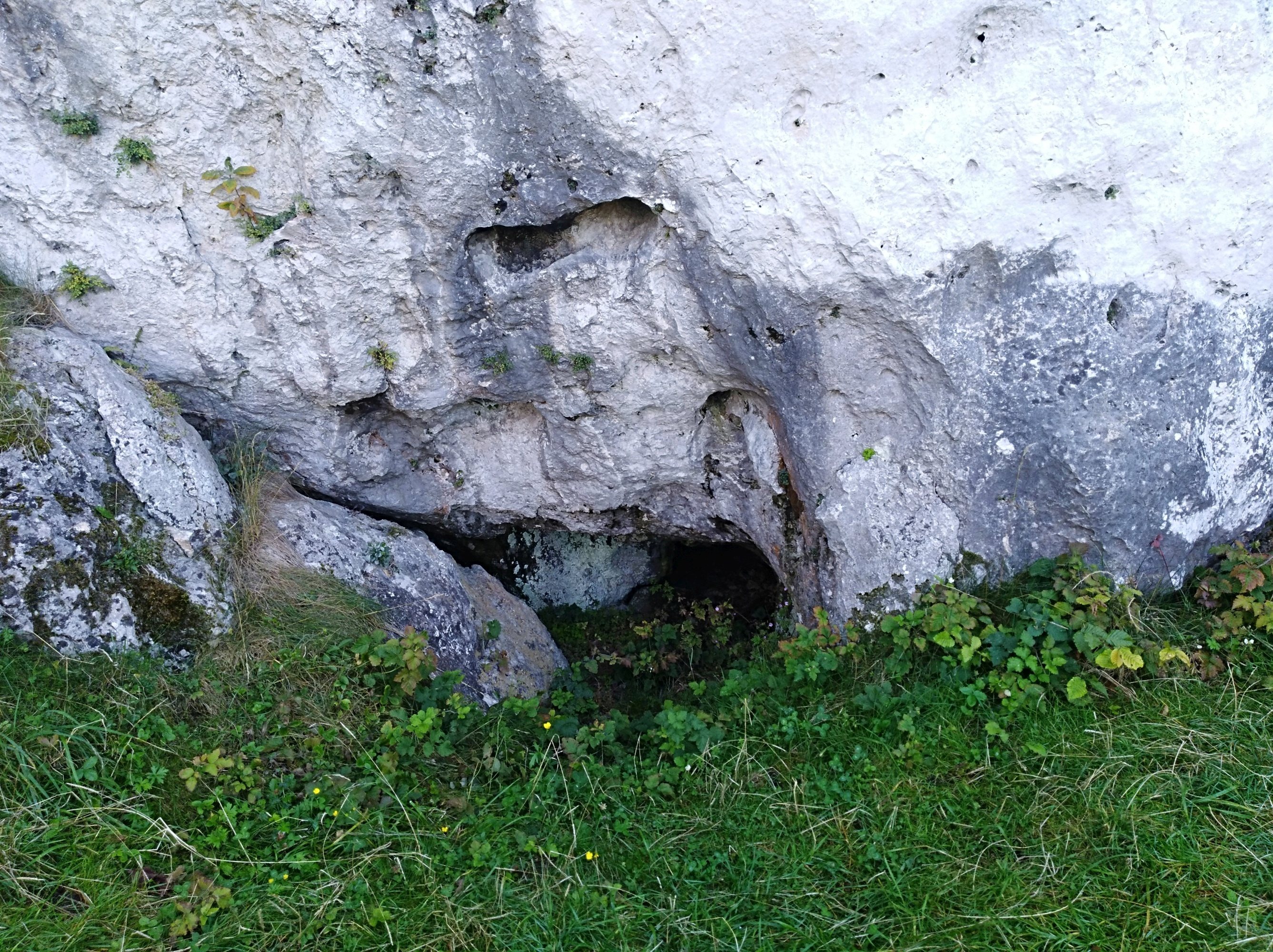
Otwór schroniska